# ジャン＝ルイ・ラヴェルマナンツア
ジャン＝ルイ・ラヴェルマナンツア（Jean-Louis Ravelomanantsoa）は、マダガスカルのアスリート。短距離走（スプリント）が専門。1943年4月30日にタナナリヴ（現アンタナナリヴ）で生まれ、2016年9月27日にフランスのリヨンで亡くなった。

## 生涯
マダガスカルが1960年の独立後はじめて参加したオリンピックとなる1964年の夏季オリンピック競技大会（東京オリンピック）において、マダガスカル代表選手として 100m と 200m に出場した（いずれも予選敗退）。同様にマダガスカル代表として出場した1965年ブラザヴィルで開催されたアフリカ競技大会（第1回大会）において、ラヴェルマナンツアは 200m 競争で3位銅メダルを獲得した（記録は21秒7）。1968年メキシコで開催された夏季オリンピック競技大会においては、100m で決勝に進出し8位入賞、記録は10秒18であった（ただし秒速 2.0m の追い風）。当時の大統領フィリベール・ツィラナナはメキシコから帰還したオリンピック100m走のファイナリスト、ラヴェルマナンツアを英雄の凱旋の待遇でもって迎えた。
1970年にトリノで開催された夏季ユニヴァーシアード大会においては、100m で銅メダルを獲得した。1970年にアメリカ人から誘いを受けて渡米し、カリフォルニア大学サンタバーバラ校で政治経済を学んだ。メキシコで共に戦ったメル・ペンダー、チャーリー・グリーンらと1971年にアメリカ国内大会で再戦し、1位を獲得、全米チャンピオンの称号を得た。1971年夏の大会では、10秒0のアフリカ及びマダガスカル記録を打ち立てた。アメリカの雑誌は1971年の選手ランキングにおいて、ソ連の陸上選手ワレリー・ボルゾフに次いで、世界で2番目に速い男としてラヴェルマナンツアを格付けした。
1972年のミュンヘン・オリンピックでは100m x 4 リレーにマダガスカル代表選手の一人として、ラライナスル（Ralainasolo）、ラファララヒ（Rafaralahy Henri）、ラベンザ（Rabenja Alfred）とともに出場した。予選敗退したものの、このときに出した40秒58の記録はマダガスカル記録となり、第7回マダガスカル全島競技会における一世代下の選手たちに更新される（40秒49）まで存続した。また、ミュンヘン・オリンピックでは100m にも出場し、準決勝進出した。しかしながら、準決勝戦で負傷し、輝かしい選手生活中断のきっかけとなった。
1975年にはステイウェル・ギフトというオーストラリアで140年近く続いているイースターの日に行われるレースに招待され出場した。本レースは最長で120mの距離を5,6人の走者で一斉に走るものであるが、過去の記録成績に応じてハンディキャップがつけられ、理論上は全員が同時にゴールするように設定される特徴がある。1位の選手には賞金が出るが、観客もまた、誰が勝つか、賭けを行うことができる。ラヴェルマナンツアは1975年の本レースにおいて「スクラッチ」という優遇なしのポジション（最後尾）で出走し、4人をごぼう抜きして勝者となった。スクラッチポジションから1位になった選手はラヴェルマナンツアがはじめてであり、2017年現在で史上2人しか達成していない記録である。
経営学修士（MBA）を取得し、陸上競技選手を引退してからは、アフリカ開発銀行の職に就いた。マダガスカル陸上界の誇り、「伝説」や「英雄」と呼ばれ、同国の若者のロールモデルとなった人物である。2009年1-3月に発生した政治危機（マダガスカル・クーデタ）の際には、混乱を鎮めるためにイースター（復活祭）の日に発表された声明の中で、国民誰もが知るラヴェルマナンツアのオリンピックにおける活躍が言及された。動揺する国民に対してアンヂ・ラズエリナは、愛国心や国への誇り（例えば、ラヴェルマナンツアのオリンピックでの記録のような）を大切にするような政策をすることを約束するとともに、ラヴェルマナンツアのオリンピックでの記録同様、ラツィラカ社会主義政権下の成果（国産車カレンジの開発）もすばらしいものであったと述べ、社会主義政権の政策への再評価をうながした。
ジャン＝ルイ・ラヴェルマナンツアは、フランスのリヨンの病院で2016年9月27日に亡くなった。亡くなって10日ほどたって、マダガスカルの青少年スポーツ省大臣は、マダガスカルにおけるオリンピック100m走、唯一のファイナリストという業績に鑑み、コマンドゥール勲章を追贈することを発表した。